# Montbeton
Montbeton település Franciaországban, Tarn-et-Garonne megyében. Lakosainak száma 4335 fő (2022. január 1.). Montbeton Albefeuille-Lagarde, Escatalens, Lacourt-Saint-Pierre, La Ville-Dieu-du-Temple és Montauban községekkel határos.

## Népesség
A település népességének változása:
| Lakosok száma | 3745 | 4091 | 4295 | 4279 | 4243 | 4241 | 4238 | 4299 | 4335 |
|               | 2013 | 2015 | 2016 | 2017 | 2018 | 2019 | 2020 | 2021 | 2022 |